# Hannah Montana/Episodenliste

Logo der Serie Hannah Montana

Diese Episodenliste enthält alle Episoden der US-amerikanischen Sitcom Hannah Montana, sortiert nach der US-amerikanischen Erstausstrahlung. Die Fernsehserie umfasst vier Staffeln mit 101 Episoden.

## Übersicht
| Staffel   | Episoden | Ausstrahlung (USA) Disney Channel   | Ausstrahlung (Deutschland) Disney Channel | Ausstrahlung (Deutschland) Super RTL    |
| --------- | -------- | ----------------------------------- | ----------------------------------------- | --------------------------------------- |
| Staffel 1 | 26       | 24. März 2006 bis 30. März 2007     | 23. September 2006 bis 18. April 2007     | 24. September 2007 bis 29. Oktober 2009 |
| Staffel 2 | 29       | 23. April 2007 bis 12. Oktober 2008 | 7. Juni 2007 bis 25. Dezember 2008        | 18. Februar 2008 bis 14. April 2009     |
| Staffel 3 | 31       | 2. November 2008 bis 14. März 2010  | 28. März 2009 bis 24. Mai 2010            | 12. September 2009 bis 2. Oktober 2010  |
| Staffel 4 | 15       | 11. Juli 2010 bis 16. Januar 2011   | 7. Oktober 2010 bis 19. März 2011         | 19. Februar 2011 bis 17. April 2011     |

## Staffel 1
| Nr. (ges.) | Nr. (St.) | Deutscher Titel                          | Originaltitel                                            | Erstausstrahlung USA | Deutschsprachige Erstausstrahlung (D) | Titelbezug des Originaltitels                                                             |
| --- | --------- | ---------------------------------------- | -------------------------------------------------------- | -------------------- | ------------------------------------- | ----------------------------------------------------------------------------------------- |
| 1 | 1         | Ach, wie gut, dass niemand weiß…         | Lilly, Do You Want To Know A Secret?                     | 24. März 2006        | 23. Sep. 2006                         | „Do you want to know a secret“ von The Beatles                                            |
| Lilly Truscott kauft zwei Tickets für ein Hannah-Montana-Konzert für sie und ihre beste Freundin Miley Stewart. Doch weil Miley eine geheime Identität hat und somit Hannah Montana ist, sagt sie, dass sie nicht gehen kann. Also geht Lilly mit Oliver Oken, dann geht Lilly nach dem Konzert in die Garderobe von Hannah und findet heraus, dass Hannah in Wirklichkeit Miley ist. Deshalb zeigt Miley ihr ihren geheimen Kleiderschrank, doch Lilly will, dass Miley ihr Geheimnis lüften soll. Miley und sie geraten dadurch in einen Streit, doch sie vertragen sich wieder. Inzwischen versucht Jackson (Miley's Bruder) ein Mädchen zu beeindrucken, indem er Gratistickets für sie und ihn bekommt. Benutzte Hannah Lieder: „This is the Life“ |           |                                          |                                                          |                      |                                       |                                                                                           |
| 2 | 2         | Die Klette                               | Miley Get Your Gum                                       | 31. März 2006        | 7. Okt. 2006                          | Annie Get Your Gun (Musical)                                                              |
| Oliver weiß immer noch nichts von Miley's Geheimnis und ist umso stärker verliebt in Hannah Montana. Deshalb versuchen Lilly und Miley Oliver umzustimmen, damit er andere Mädchen liebt, denn Miley hat Angst, dass Oliver auch sie lieben wird. Lilly führt Oliver dann später an den Strand, wo Hannah versucht, Oliver dazu zu bringen, Hannah zu hassen. Nach mehreren gescheiterten Versuchen nimmt Hannah ihre Perücke ab und offenbart Oliver ihr Geheimnis. Inzwischen kauft sich Jackson aus Versehen ein „Damenauto“ und versucht es wieder loszuwerden. Benutzte Hannah Lieder: „Just Like You“ |           |                                          |                                                          |                      |                                       |                                                                                           |
| 3 | 3         | In geheimer Mission                      | "She's a Supersneak"                                     | 7. Apr. 2006         | 6. Okt. 2006                          | „Super Freak“ von Rick James                                                              |
| Da ihr Vater Miley und Jackson nicht erlaubt, ins Kino zu gehen, überreden Lilly und Oliver Miley, sich ins Kino zu schleichen. Jackson's Freund Cooper überredet Jackson auch, sich ins Kino zu schleichen. Miley und Jackson treffen sich im Kino und finden heraus, dass sich beide heimlich raus geschlichen haben. Währenddessen sehen Miley und Jackson ihren Vater, wie er sich mit einer Frau trifft, deshalb versuchen die beiden mehr Informationen über die Frau herauszufinden. Miley ist wütend auf ihren Vater, weil er ihre Mutter versucht zu ersetzen, die vor einigen Jahren gestorben ist. Benutzte Hannah Lieder: „Pumpin' Up the Party“                                                                                            |           |                                          |                                                          |                      |                                       |                                                                                           |
| 4 | 4         | Mädchen, die unbegreiflichen Wesen       | I Can’t Make You Love Hannah If You Don’t                | 14. Apr. 2006        | 29. Nov. 2006                         | „I Can’t Make You Love Me“ von Bonnie Raitt                                               |
| Jackson flirtet mit Olivia, der Schwester seines Freundes Cooper, dem das nicht gefällt. Miley wird von ihrem Schwarm Josh zu einem Hannah-Montana-Konzert eingeladen, denn er ist Miley zuliebe bereit, seine abfällige Meinung über Hannah einer Prüfung zu unterziehen. Am Konzertabend huscht Miley zwischen den Songs unverkleidet zu dem ahnungslosen Josh in den Zuhörerraum und verlässt diesen unter einem Vorwand wieder, um als Hannah den nächsten Song darzubieten. Olivia schmeißt sich weiterhin an Jackson heran, doch es wird offenbar, dass sie ihre Liebestollheit mit jedem X-beliebigen stillt. Unterdessen hat Josh die Show mit den Worten, dies sei sein schrecklichstes Date gewesen, verlassen.                               |           |                                          |                                                          |                      |                                       |                                                                                           |
| 5 | 5         | Der Partyschreck                         | It’s My Party And I Lie If I Want To                     | 21. Apr. 2006        | 13. Feb. 2007                         | „It’s My Party“ von Lesley Gore                                                           |
| 6 | 6         | Hilfe, ich bin unsichtbar!               | Grandmas Don’t Let Your Babies Grow Up To Be Favorites   | 28. Apr. 2006        | 3. Nov. 2006                          | „Mamas Don’t Let Your Babies Grow Up to Be Cowboys“ von Waylon Jennings und Willie Nelson |
| 7 | 7         | Daddys kleines Mädchen                   | It’s A Mannequin’s World                                 | 12. Mai 2006         | 10. Nov. 2006                         | „It’s a Man’s Man’s Man’s World“ von James Brown                                          |
| 8 | 8         | Wir sind die Nummer eins                 | Mascot Love                                              | 26. Mai 2006         | 18. Nov. 2006                         | „Muskrat Love“ von America und Captain & Tennille                                         |
| 9 | 9         | Rache ist nicht immer süß                | Ooh, Ooo, Itchy Woman                                    | 10. Juni 2006        | 20. Okt. 2006                         | „Witchy Woman“ von den Eagles                                                             |
| 10 | 10        | Weh mir, da habe ich mich im Text geirrt | O Say, Can You Remember The Words?                       | 30. Juni 2006        | 9. Dez. 2006                          | Zeile aus The Star-Spangled Banner (USA Nationalhymne)                                    |
| 11 | 11        | Vier sind zwei zu viel                   | Oops!…I Meddled Again                                    | 15. Juli 2006        | 21. Okt. 2006                         | „Oops!…I Did It Again“ von Britney Spears                                                 |
| 12 | 12        | Daddys zweite Chance                     | On The Road Again                                        | 28. Juli 2006        | 1. Dez. 2006                          | „On the Road Again“ von Willie Nelson                                                     |
| 13 | 13        | Was zählt, sind die inneren Werte        | You’re So Vain, You Probably Think This Zit Is About You | 12. Aug. 2006        | 28. Okt. 2006                         | „You’re So Vain“ von Carly Simon                                                          |
| 14 | 14        | Der berühmte Neue                        | New Kid In School                                        | 18. Aug. 2006        | 22. Dez. 2006                         | „New Kid in Town“ von den Eagles                                                          |
| 15 | 15        | Küsse niemals einen Zombie               | More Than A Zombie To Me                                 | 8. Sep. 2006         | 12. Jan. 2007                         | „More Than a Woman“ von den Bee Gees                                                      |
| 16 | 16        | Besuch von Tante Dolly                   | Good Golly, Miss Dolly                                   | 29. Sep. 2006        | 26. Jan. 2007                         | „Good Golly Miss Molly“ von Little Richard                                                |
| 17 | 17        | Die doppelte Hannah an Halloween         | Torn Between Two Hannahs                                 | 14. Okt. 2006        | 18. Apr. 2007                         | „Torn Between Two Lovers“ von Mary MacGregor                                              |
| 18 | 18        | Eine Lektion für Miley                   | People Who Use People                                    | 3. Nov. 2006         | 27. Jan. 2007                         | „People Who Need People“ von Barbra Streisand                                             |
| 19 | 19        | Sammelwahn                               | Money for Nothing, Guilt for Free                        | 26. Nov. 2006        | 23. Dez. 2006                         | „Money for Nothing“ von Dire Straits                                                      |
| 20 | 20        | Kreditkarten für Anfänger                | Debt It Be                                               | 1. Dez. 2006         | 3. Feb. 2007                          | „Let It Be“ von The Beatles                                                               |
| 21 | 21        | Seltsame Paare                           | My Boyfriend’s Jackson and There’s Gonna Be Trouble      | 1. Jan. 2007         | 3. März 2007                          | „My Boyfriend’s Back“ von The Angels                                                      |
| 22 | 22        | Jacksons neuer Job                       | We Are Family – Now Get Me Some Water!                   | 7. Jan. 2007         | 23. Feb. 2007                         | „We Are Family“ von Sister Sledge                                                         |
| 23 | 23        | Roxy greift ein                          | Schooly Bully                                            | 19. Jan. 2007        | 16. März 2007                         | „Wooly Bully“ von Sam the Sham & the Pharaohs                                             |
| 24 | 24        | Immer Ärger mit Amber                    | The Idol Side Of Me                                      | ...                  | –                                     | „The Other Side of Me“ von Hannah Montana                                                 |
| 25 | 25        | Ehrlich währt am längsten                | Smells Like Teen Sellout                                 | 9. Feb. 2007         | 13. Jan. 2007                         | „Smells Like Teen Spirit“ von Nirvana                                                     |
| 26 | 26        | Die Wette                                | Bad Moose Rising                                         | 2. März 2007         | 2. März 2007                          | „Bad Moon Rising“ von Creedence Clearwater Revival                                        |

## Staffel 2
| Folge | Folge der Staffel | Titel (deutsch)                     | Originaltitel                                | Titelbezug des Originaltitels                                  |
| ----- | ----------------- | ----------------------------------- | -------------------------------------------- | -------------------------------------------------------------- |
| 27    | 1                 | Das Erpresserfoto                   | Me and Rico Down by the Schoolyard           | „Me & Julio Down by the Schoolyard“ von Paul Simon             |
| 28    | 2                 | Freunde in Handschellen             | Cuffs Will Keep Us Together                  | „Love Will Keep Us Together“ von Captain & Tennille            |
| 29    | 3                 | Lilly schlägt zurück!               | You Are So Sue-able to Me                    | „You Are So Beautiful“ von Joe Cocker                          |
| 30    | 4                 | Hannahs Knochensong                 | Get Down, Study-udy-udy                      | „Get Down Boogie Oogie Oogie“ von A Taste of Honey             |
| 31    | 5                 | Die krächzende Hannah               | I Am Hannah, Hear Me Croak                   | „I Am Woman…Hear Me Roar“ von Helen Reddy                      |
| 32    | 6                 | Geschwister-Zwist                   | You Gotta Not Fight for Your Right to Party  | „You Gotta Fight for Your Right to Party“ von The Beastie Boys |
| 33    | 7                 | Der Freund meiner besten Freundin   | My Best Friend’s Boyfriend                   | „My Best Friend’s Girl“ von The Cars                           |
| 34    | 8                 | Wie werde ich meinen Bodyguard los? | Take This Job and Love It!                   | „Take This Job and Shove It“ von Johnny Paycheck               |
| 35    | 9                 | Nichts als die Wahrheit – Teil 1    | Achy Jakey Heart – Part 1                    | „Achy Breaky Heart“ von Billy Ray Cyrus                        |
| 36    | 10                | Nichts als die Wahrheit – Teil 2    | Achy Jakey Heart – Part 2                    | „Achy Breaky Heart“ von Billy Ray Cyrus                        |
| 37    | 11                | Ein neuer Song für Hannah!          | Sleepwalk This Way                           | „Walk This Way“ von Aerosmith                                  |
| 38    | 12                | Ach, wär’ ich doch ein Star….       | When You Wish You Were the Star              | „When You Wish Upon a Star“ aus dem Disney-Film Pinocchio      |
| 39    | 13                | Das Benefizkonzert                  | I Want You to Want Me…To Go to Florida       | „Want You To Want Me“ von Cheap Trick                          |
| 40    | 14                | Beste Freunde haben’s schwer!       | Everybody Was Best Friend Fighting           | „Kung Fu Fighting“ von Carl Douglas                            |
| 41    | 15                | Der Karaoke-Wettbewerb              | Song Sung Bad                                | „Song Sung Blue“ von Neil Diamond                              |
| 42    | 16                | Die Jonas Brothers                  | Me and Mr. Jonas and Mr. Jonas and Mr. Jonas | „Me and Mrs. Jones“ von Billy Paul                             |
| 43    | 17                | Ich will, ich will, ich will        | Don’t Stop Til You Get The Phone             | „Don’t Stop ’til You Get Enough“ von Michael Jackson           |
| 44    | 18                | Die Sache mit der Freundschaft      | That’s What Friends Are For?                 | „That’s What Friends Are For“ von Shirley Bassey               |
| 45    | 19                | Fast wie Schwestern                 | Lilly’s Mom Has Got It Goin' On              | „Stacy’s Mom“ von Fountains of Wayne                           |
| 46    | 20                | Die Familien-Fehde                  | I Will Always Loathe You                     | „I Will Always Love You“ von Dolly Parton                      |
| 47    | 21                | Auge um Auge                        | Bye-Bye, Ball                                | „Bye Bye Bye“ von *NSYNC / Bye Bye Birdie (Musical)            |
| 48    | 22                | Sorry, Onkel Earl                   | (We’re So Sorry) Uncle Earl                  | „Uncle Albert/Admiral Halsey“ von Paul McCartney               |
| 49    | 23                | Reise in die Vergangenheit          | The Way We Almost Weren’t                    | „The Way We Were“ von Barbra Streisand                         |
| 50    | 24                | Dreifach-Date mit Hindernissen      | We’re All On This Date Together              | „We’re All In This Together“ aus High School Musical           |
| 51    | 25                | Die Überraschungsparty              | You Didn’t Say It Was Your Birthday          | „Birthday“ von den Beatles                                     |
| 52    | 26                | Die böse Joannie                    | Joannie B. Goode                             | „Johnny B. Goode“ von Chuck Berry                              |
| 53    | 27                | Ein Test für die Liebe              | Test Of My Love                              | „Test Of My Heart“ von Downset                                 |
| 54    | 28                | Ganz neue Töne                      | Yet Another Side Of Me                       | „The Other Side Of Me“ von Miley Cyrus                         |
| 55    | 29                | Ein Stern für Hannah                | Hannah In The Street With Diamonds           | „Lucy In The Sky With Diamonds“ von den Beatles                |
| -     | 30                | Mission: Zuckerfrei                 | No Sugar, Sugar1                             |                                                                |

- 1Diese Episode sollte in Amerika am 2. November 2008 ausgestrahlt werden, aber Disney hielt die Folge zurück, nachdem sie vorher online von Eltern gesehen wurde. Die Episode wurde neu geschrieben und gefilmt und zur dritten Staffel hinzugefügt werden. Sie wurde nicht gesendet, weil die Krankheit Diabetes teilweise falsch dargestellt wurde. Beide Versionen gibt es nicht auf den DVDs.[1]

## Staffel 3
| Folge | Folge der Staffel | Titel (deutsch)                                | Originaltitel                                                              | Titelbezug des Originaltitels                                                                       |
| ----- | ----------------- | ---------------------------------------------- | -------------------------------------------------------------------------- | --------------------------------------------------------------------------------------------------- |
| 56    | 1                 | Wo die Liebe hinfällt                          | He Ain’t a Hottie, He’s My Brother                                         | „He Ain’t Heavy, He’s My Brother“ von The Hollies                                                   |
| 57    | 2                 | Die Führerscheinprüfung                        | Ready, Set, Don’t Drive                                                    | „Ready, Set, Don’t Go“ von Billy Ray Cyrus                                                          |
| 58    | 3                 | Der Zahnarzttermin                             | Don’t Go Breaking My Tooth                                                 | „Don’t Go Breaking My Heart“ von Elton John und Kiki Dee                                            |
| 59    | 4                 | Das Leid mit dem lieben Geld                   | You Never Give Me My Money                                                 | „You Never Give Me Your Money“ von The Beatles                                                      |
| 60    | 5                 | Ein kleines Problem                            | Killing Me Softly With His Height                                          | „Killing Me Softly With His Song“ von Roberta Flack                                                 |
| 61    | 6                 | Die Klassenfahrt                               | Would I Lie To You Lilly?                                                  | „Would I Lie To You?“ von Eurythmics                                                                |
| 62    | 7                 | Mileys Freundschaftsbeweis                     | You Gotta Lose That Job                                                    | „You’re Going to Lose That Girl“ von The Beatles                                                    |
| 63    | 8                 | Der Karotten-Boykott                           | Welcome to the Bungle                                                      | „Welcome to the Jungle“ von Guns N’ Roses                                                           |
| 64    | 9                 | Daddys neuer Freund                            | Papa’s Got a Brand New Friend                                              | „Papa’s Got a Brand New Bag“ by James Brown                                                         |
| 65    | 10                | Eins, zwei, Schummelei                         | Cheat It                                                                   | „Beat It“ von Michael Jackson                                                                       |
| 66    | 11                | Neuer Bruder, neues Glück                      | Knock Knock Knockin’ on Jackson’s Head                                     | „(Knock Knock) Knocking on Heaven’s Door“ von Bob Dylan                                             |
| 67    | 12                | Peinlich, peinlich                             | You Give Lunch a Bad Name                                                  | „You Give Love a Bad Name“ von Jon Bon Jovi                                                         |
| 68    | 13                | Lilly-Pop und Oli-Pop                          | What I Don’t Like About You                                                | „What I Like About You“ von The Romantics                                                           |
| 69    | 14                | Der Abschlussball                              | Promma Mia                                                                 | „Mamma Mia“ von ABBA                                                                                |
| 70    | 15                | Schrecklich, schrecklicher, am schrecklichsten | Once, Twice, Three Times Afraidy                                           | „Three Times a Lady“ von The Commodores                                                             |
| 71    | 16                | Jakes Hochzeit                                 | Jake… Another Little Piece Of My Heart (De Do Do Do, De Don’t Get Married) | „Take Another Little Piece Of My Heart“ von Erma Franklin „De Do Do Do, De Da Da Da“ von The Police |
| 72    | 17                | Radiohyperaktiv!                               | Miley Hurt the Feelings of the Radio Star                                  | „Video Killed The Radio Star“ von The Buggles                                                       |
| 73    | 18                | Jake oder Jesse?, Teil 1                       | He Could Be The One – Part 1                                               | „He Could Be The One“ von Miley Cyrus                                                               |
| 74    | 19                | Jake oder Jesse?, Teil 2                       | He Could Be The One – Part 2                                               | „He Could Be The One“ von Miley Cyrus                                                               |
| 75    | 20                | Vom Pech verfolgt                              | Super(stitious) Girl                                                       | „Supergirl“ von Miley Cyrus                                                                         |
| 76    | 21                | Die verunglückte Liebeserklärung               | I Honestly Love You (No, Not You)                                          | „I Honestly Love You“ von Olivia Newton-John                                                        |
| 77    | 22                | Verzeih mir endlich                            | (For)Give A Little Bit                                                     | „Give A Little Bit“ von Supertramp                                                                  |
| 78    | 23                | Alte Liebe kennt keine Beulen                  | B-B-B-Bad to the Chrome                                                    | „Bad to the Bone“ von George Thorogood                                                              |
| 79    | 24                | Alles halb so schlimm                          | Uptight (Oliver’s Alright)1                                                | „Uptight (Everything’s Alright)“ von Stevie Wonder                                                  |
| 80    | 25                | Amerikas Top Oliver                            | Judge Me Tender                                                            | „Love Me Tender“ von Elvis Presley                                                                  |
| 81    | 26                | Ich will nach Hause zu meiner Freundin         | Can’t Get Home to You, Girl                                                | „Can’t Get Enough of You, Baby“ von Smash Mouth                                                     |
| 82    | 27                | Scheitern tut weh                              | Come Fail Away                                                             | „Come Sail Away“ von Styx                                                                           |
| 83    | 28                | Der Putzteufel                                 | Got To Get Her Out Of My House                                             | „Got to get her into my Life“ von The Beatles                                                       |
| 84    | 29                | Unruhige Nächte                                | The Wheel Near My Bed (Keeps On Turnin)                                    | "Wheel in the Sky" von Journey                                                                      |
| 85    | 30                | Auf Wiedersehen, Miley? Teil 1                 | Miley Says Goodbye? Part 1                                                 | |
| 86    | 31                | Auf Wiedersehen, Miley? Teil 2                 | Miley Says Goodbye? Part 2                                                 | |

## Staffel 4
| Folge | Folge der Staffel | Titel (deutsch)                        | Originaltitel                                      | Erstausstrahlung (Disney Channel USA) | Erstausstrahlung (Disney Channel Deutschland) | Erstausstrahlung (Super RTL) | Titelbezug des Originaltitels                                          |
| ----- | ----------------- | -------------------------------------- | -------------------------------------------------- | ------------------------------------- | --------------------------------------------- | ---------------------------- | ---------------------------------------------------------------------- |
| 87    | 1                 | Neues Haus, altes Zimmer               | Sweet Home Hannah Montana                          | 11. Juli 2010                         | 7. Oktober 2010                               | 19. Februar 2011             | „Sweet Home Alabama“ von Lynyrd Skynyrd                                |
| 88    | 2                 | Hannah Montana, bitte zum Schulleiter! | Hannah Montana to the Principal’s Office           | 18. Juli 2010                         | 8. Oktober 2010                               | 20. Februar 2011             |                                                                        |
| 89    | 3                 | Hannah, die Kupplerin                  | California Screamin                                | 25. Juli 2010                         | 14. Oktober 2010                              | 26. Februar 2011             | „California Dreamin’“ von The Mamas and the Papas                      |
| 90    | 4                 | Hannahs Geheimnis                      | De-Do-Do-Do, Da-Don’t-Don’t, Don’t, Tell My Secret | 1. August 2010                        | 15. Oktober 2010                              | 27. Februar 2011             | „De Do Do Do, De Da Da Da“ von The Police                              |
| 91    | 5                 | Ein verhängnisvolles Foto              | It’s the End of the Jake As We Know It             | 8. August 2010                        | 21. Oktober 2010                              | 6. März 2011                 | „It’s the End of the World as We Know It (And I Feel Fine)“ von R.E.M. |
| 92    | 6                 | Der Vater-Tochter-Tag                  | Been Here All Along²                               | 22. August 2010                       | 22. Oktober 2010                              | 13. März 2011                |                                                                        |
| 93    | 7                 | Angst um Blue Jeans                    | Love That Let’s Go                                 | 12. September 2010                    | 28. Oktober 2010                              | 20. März 2011                |                                                                        |
| 94    | 8                 | Der Bonustrack                         | Hannah’s Gonna Get This                            | 3. Oktober 2010                       | 29. Oktober 2010                              | 27. März 2011                |                                                                        |
| 95    | 9                 | Die große Enthüllung – Teil 1          | I’ll Always Remember You, Part 1                   | 7. November 2010                      | 7. November 2010                              | 2. April 2011                |                                                                        |
| 96    | 10                | Die große Enthüllung – Teil 2          | I’ll Always Remember You, Part 2                   | 7. November 2010                      | 7. November 2010                              | 3. April 2011                |                                                                        |
| 97    | 11                | Wie alles wirklich war                 | Can You See the Real Me?                           | 5. Dezember 2010                      | 11. Dezember 2010                             | 9. April 2011                | „The Real Me“ von The Who                                              |
| 98    | 12                | Miley, der Superstar                   | Kiss It Goodbye                                    | 19. Dezember 2010                     | 15. Januar 2011                               | 10. April 2011               |                                                                        |
| 99    | 13                | Neues Leben, neue Probleme             | I Am Mamaw, Hear Me Roar!                          | 9. Januar 2011                        | 12. Februar 2011                              | 16. April 2011               | „I Am Woman“ von Helen Reddy                                           |
| 100   | 14                | Ende gut, alles gut? – Teil 1          | Wherever I Go, Part 1                              | 16. Januar 2011                       | 19. März 2011                                 | 17. April 2011               |                                                                        |
| 101   | 15                | Ende gut, alles gut? – Teil 2          | Wherever I Go, Part 2                              | 16. Januar 2011                       | 19. März 2011                                 | 17. April 2011               |                                                                        |

- ² Diese Episode enthält im Originalen Grußbotschaften von mehreren Müttern mit ihren Kindern, deren Ehemänner im Ausland stationiert sind. Diese Szenen fehlen auf den DVDs komplett, somit ist diese Episode nur 17 Minuten lang.